# Винницкие Ставы
Ви́нницкие Ставы́ (укр. Вінницькі Стави) — село, входит в Васильковский район Киевской области Украины.
По официальным данным село было основано в 1701 году Татьяной Удод.
Исторические названия села со временем менялись:
1777 — Вінницький хутір,
1800 — Вінницькі Стави,
1808 — Середня Слобода,
1845 — Вінницькі Стави,
1896 — Стави Вінницькі чи Серединна Слобода,
1900 — Вінницькі Стави
Население по переписи 2001 года составляло 657 человек. Почтовый индекс — 08651. Телефонный код — 8-04471. Занимает площадь 26044 км².

## Местный совет
08651, Київська обл., Васильківський р-н, с. Вінницьки Стави, вул. Щорса, 6  (укр.)